# Live at the Grand Olympic Auditorium
Live at the Grand Olympic Auditorium è l'ultimo album realizzato dai Rage Against the Machine, pubblicato nel 2003, dopo lo scioglimento del gruppo avvenuto nel 2000.
Il disco documenta l'ultima esibizione dal vivo della band, avvenuta al Grand Olympic Auditorium di Los Angeles il 12 ed il 13 di settembre del 2000. L'album doveva essere pubblicato originariamente nel novembre del 2000, ma fu posticipato visto lo scioglimento della band subito dopo l'esecuzione di questi concerti. Fu programmato di pubblicarlo l'anno successivo, ma anche in questo caso l'uscita fu posticipata a causa della formazione degli Audioslave, la band in cui confluirono i 3/4 dei Rage Against the Machine (in pratica tutta la band escluso Zack de la Rocha) insieme a Chris Cornell ex cantante dei Soundgarden. Infine, l'album vide la luce nel novembre del 2003.

## Tracce
1. Bulls on Parade – 5:17
2. Bullet in the Head – 5:29
3. Born of a Broken Man – 4:20
4. Killing in the Name – 5:03
5. Calm like a Bomb – 4:50
6. Testify – 3:22
7. Bombtrack – 4:06
8. War within a Breath – 4:22
9. I'm Housin' – 4:47
10. Sleep now in the Fire – 4:47
11. People of the Sun – 2:27
12. Guerrilla Radio – 3:54
13. Kick out the Jams – 3:21
14. Know your Enemy – 5:18
15. No Shelter – 3:59
16. Freedom – 7:05

## Formazione
- Zack de la Rocha - voce
- Tom Morello - chitarra
- Tim Commerford - basso
- Brad Wilk - batteria